# Мирзоев, Владимир Владимирович
Влади́мир Влади́мирович Мирзо́ев (род. 21 октября 1957, Москва) — советский и российский режиссёр театра и кино, сценограф, педагог. Лауреат Государственной премии России (2001).

## Биография
Окончил 59-ю школу имени Гоголя, где увлёкся театром, принимая участие в 9-10 классах в работе школьного театра.
Учился на дефектологическом факультете МГПИ им. В. И. Ленина. Пытался поступить на режиссёрский факультет ВГИКа, но не прошёл отбор в третьем туре из-за несогласия с одним из членов конкурсной комиссии. В 1976 году поступил в ГИТИС на режиссёрский факультет в мастерскую Марка Местечкина, в 1981 году окончил институт. С ноября 1987 по май 1989 года — художественный руководитель Театра-студии «Домино» в творческих мастерских при Союзе театральных деятелей РСФСР. В декабре 1990 года в Торонто основал театральную компанию Horisontal Eight («Горизонтальная Восьмёрка»). Являлся художественным руководителем группы.
С 2012 года — мастер курса, педагог по актёрскому мастерству в Институте театрального искусства.
С 2019 по 2020 год — руководитель магистратуры «Искусство кино: режиссура и драматургия» Школы дизайна НИУ ВШЭ.

## Общественная позиция
- В октябре 2008 года подписал открытое письмо-обращение в защиту и поддержку освобождения юриста нефтяной компании ЮКОС Светланы Бахминой[5].
- В 2012 году выступил как комментатор политической ситуации в фильме «Болотная лихорадка»[6].
- В октябре 2012 года участвовал в выборах в Координационный Совет российской оппозиции, где занял 28 место в общегражданском списке[7].
- В феврале 2013 года, отвечая на вопрос журнала The New Times, выступил со словами поддержки в адрес подростков: «Именно на вас, на первое свободное поколение, выросшее в полусвободной России, вся надежда. Вам придется построить государство, которого сегодня нет, которое „разобрали на органы“ чекисты да коммунисты»[8][9].
- В марте 2014 г. подписал письмо «Мы с Вами!» КиноСоюза в поддержку украинского Евромайдана[10], а также обращение против политики российской власти на востоке Украины и в Крыму[11].
- В сентябре 2014 г. подписал заявление с требованием «прекратить агрессивную авантюру: вывести с территории Украины российские войска и прекратить пропагандистскую, материальную и военную поддержку сепаратистам на Юго-Востоке Украины»[12].
- В июне 2018 записал видеообращение в поддержку украинского режиссёра Олега Сенцова, осуждённого и заключённого в России[13].
- В сентябре 2020 года подписал письмо в поддержку протестных акций в Белоруссии[14].
- В феврале 2022 года подписал обращение против вторжения России на Украине[15].

## Семья
Вторая супруга — Екатерина Мирзоева, автор сценария фильма «Учительница первая моя, или Мальчишник по-русски», исполнительный продюсер фильма «Борис Годунов».
Сын от первого брака — Павел Владимирович Мирзоев (род. 1977)

## Творчество
Работает над оформлением своих спектаклей совместно с художником Павлом Каплевичем.
Владимир Мирзоев выпустил три книги в издательстве «НЛО»:
- «Спящий режим» — М.: Новое литературное обозрение, 2006. ISBN 5-86793-462-4
- «Птичий язык». — М.: Новое литературное обозрение, 2012. — 368 с.: ил. ISBN 978-5-86793-971-7
- «Тавматургия: Одноактные пьесы, сценарий». — М.: Новое литературное обозрение, 2013. — 272 с. ISBN 978-5-4448-0113-0

### Театр

#### Театр имени Вахтангова[17]
- 1998 — «Амфитрион» (по пьесе «Амфитрион» Мольера)[18]
- 2001 — «Сирано де Бержерак» (по пьесе «Сирано де Бержерак» Эдмона Ростана)[19]
- 2003 — «Лир» (по мотивам пьесы «Король Лир» Уильяма Шекспира)[20]
- 2005 — «Дон Жуан и Сганарель» (по мотивам пьесы «Дон Жуан, или Каменный пир» Мольера)[21]
- 2011 — «Принцесса Ивонна» (по пьесе «Ивонна, принцесса Бургундская» Витольда Гомбровича)
- 2011 — «Предательство» (по одноимённой пьесе Гарольда Пинтера)[22]
- 2014 — «Безумный день или женитьба Фигаро»

#### Театриум на Серпуховке п/р Терезы Дуровой
- 2006 — «Дракон» Е. Шварца

#### «Ленком»
- 1986 — «Праздничный день» Ольги Михайловой. Художник — В. Другова. Спектакль принимал участие во Всесоюзном фестивале молодёжных театров в Тбилиси.
- 1998 — «Две женщины» И. С. Тургенева. Сценическая версия комедии Месяц в деревне
- 2006 — «Тартюф» Ж.-Б. Мольера

#### Московский драматический театр им. К. С. Станиславского
- 1994 — «Женитьба» Н. В. Гоголя
- 1994 — «Кто сильней» Августа Стриндберга
- 1996 — «Хлестаков», сценическая версия комедии Н. В. Гоголя «Ревизор»
- 1997 — «В поисках чудесного», современный балет-опера, посвященный кругу идей Георгия Гурджиева. Сделан в сотрудничестве с хореографом Кимом Франком. Декорации — В. Фишкин, костюмы — П. Каплевич, композитор — А. Шелыгин
- 1997 — «Голуби» Михаила Угарова
- 1997 — «Тот этот свет» Алексея Казанцева
- 1999 — «Двенадцатая ночь» Уильяма Шекспира
- 1999 — «Укрощение строптивой» Уильяма Шекспира

Свердловский государственный академический театр драмы
- 2014 — «Доходное место» А. Н. Островского

Московский драматический театр им. А. С. Пушкина
2015 — «Вишневый сад» А. П. Чехова

#### Московский театр «Кураж»
- 2016 — «Трибунал» Владимира Войновича
- 2017 — «12 ночь» Уильяма Шекспира

Театр «Пространство Внутри» (Москва)
- 2021 — «Две стрелы в спину»
- 2021 — «Толстой-Столыпин. Частная переписка»
- 2021 — «Я убил царя» (спектакль повествуют об истории убийства Николая II и его семьи в доме Ипатьева; в 2025 году после жалоб провластных активистов были отменены спектакли в «Ельцин-центре» (Екатеринбург).
- 2023 — «Король Умирает» Эжена Ионеско

#### Русский драматический театр Литвы
- 1996 — «Укрощение строптивой» Уильяма Шекспира
- 2000 — «Тартюф» Мольера

#### Независимый театральный проект
- 2000 — «Миллионерша» Джорджа Бернарда Шоу

#### Творческие мастерские СТД
- 1987 — «Мадам Маргарита» Роберто Атайяда. Художник — С. Якунин. Этот спектакль был приглашён на фестиваль Русской культуры в Цюрихе, Швейцария.
- 1988 — «Полуденный раздел» Поля Клоделя. Спектакль принимал участие в театральном фестивале «На обочине». Приз «За лучшее исполнение женской роли».
- 1988 — «Фрекен Жюли» Августа Стриндберга. Художники — П. Каплевич, Б. Шаповалов. Этот спектакль был приглашён на фестиваль Русской культуры в Цюрихе, Швейцария.
- 1988 — «Эскориал» Мишель де Гельдерода.
- 1989 — «Возможности 'А'» Говарда Баркера.
- 1989 — «Тлеющие угли» Сэмюэля Беккета. Московский театр кукол. Сценография — Ю. Хариков, костюмы — П. Каплевич.
- 2000 — «Коллекция Пинтера» по пьесе «Коллекция» Гарольда Пинтера

#### Horizontal Eight Studio. и другие студии в Торонто
- 1990 — «Победа» Михаил Богомольный. Спектакль игрался на русском языке, с участием русских актёров и синхронным переводом на английский язык.
- 1991 — «Возможности „Б“» Говард Баркер.
- 1991 — «Игроки в пинг-понг» Уильям Сароян.
- 1991 — «Саломея» Оскар Уайльд.
- 1991 — «Сильнейший» Август Стриндберг.
- 1992 — «Ивона, принцесса Бургундии» Витольд Гомбрович. Художники — В. Ковальчук, А. Романовска. Спектакль номинировался по категории «За лучшее исполнение главной женской роли» на театральный приз «Дора Аворд» в Канаде.
- 1992 — «Калигула» Альбер Камю. Спектакль номинировался на театральный приз «Дора Аворд» в Канаде по категориям «За лучшую режиссёрскую работу» и «За лучший спектакль».
- 1992 — «Медея-материал» Хайнер Мюллер.
- 1992 — «Предложение. Медведь» Антон Чехов.
- 1992 — «Три актёра и их драма. Слепые» Мишель де Гельдерод. Спектакль был приглашён на театральный фестиваль в Эдинбурге, Шотландия.
- 1993 — «Коллекция» Гарольд Пинтер. Художники — В. Ковальчук, А. Романовска.
- 1993 — «Она мертва» Пол Абельман.
- 1993 — «Пир пауков» Анита С. МакФарлейн.
- 1993 — «Русский сон» Ольга Михайлова. Художники — В. Ковальчук, А. Романовска.

## Фильмография

### Режиссёр

#### Фильмы
- 1997 — «Учительница первая моя, или Мальчишник по-русски»
- 2004 — «Четыре любови»
- 2006 — «Знаки любви»
- 2009 — «Человек, который знал всё»
- 2011 — «Борис Годунов»[23]
- 2015 — «Южный сценарий»
- 2016 — «Её звали Муму»[24]
- 2016 — «Петрушка» (ограниченный показ с отказом от прокатного удостоверения)
- 2018 — «Русская смерть» (в киноальманахе «Время женщин»)
- 2020 — «Как Надя пошла за водкой»

#### Сериалы
- 2018 — «Неправильные»
- 2018 — «Этюды о свободе» (1 сезон)
- 2021 — «Топи»
- 2023 — «Этюды о свободе» (2 сезон)
- 2024 — «Преступление и наказание»
- 2024 — «Внутри убийцы»

#### Телеспектакли
- 1997 — «Любовь»
- 2002 — «Страстное и сочувственное созерцание»
- 2009 — «Пьеса для мужчины»
- 2010 — «Башмачкин»
- 2012 — «Контракт»
- 2016 — «Петрушка»

### Сценарист
- 2006 — «Знаки любви»
- 2009 — «Человек, который знал всё»
- 2024 — «Внутри убийцы» (совместно с Анастасией Мирзоевой)

#### Документальные фильмы
- 2012 — съёмки в фильме «Болотная лихорадка»[25].

## Признание и награды
- Государственная премия Российской Федерации в области литературы и искусства 2001 года (10 июня 2002)[26]
- 2011 — премия «Белый слон» Гильдии киноведов и кинокритиков — специальная премия имени Мирона Черненко (за фильм «Борис Годунов»)[27]
- 2022 — Национальная премия в области веб-индустрии — лучший режиссёр сериала («Топи»)[28]